# Nataša Prvulović Bunović
Nataša Prvulović Bunović (Novi Sad, 26. septembar 1975) srpski je radiolog. Posebno je profesionalno usmereno ka ultrazvučnoj i mamografskoj dijagnostici karcinoma dojke, sa posebnim interesovanjem u oblastima dijagnostičkog snimanja poprečnih preseka, snimanja dojke i tela, onkološki imidžing.
Sekretarka je naučnog odbora Senološkog udruženja Srbije, nevladine i neprofitne ogranizacije Savez društava Vojvodine za borbu protiv raka, nevladinog i neprofitnog udruženja koje se bavi unapređenjem lečenja bolesti dojke.

## Profesionalni rad
Nakon završenog Medicinskog fakulteta u Novom Sadu, zasniva radni odnos na Institutu za Onkologiju Vojvodine, u Centru za imidžing dijagnostiku, najpre u svojstvu volontera, lekara na određeno i konačno na neodređeno vreme, gde i danas radi kao načelnica centra..

### Specijalizacija i postdiplomske studije
U periodu 2002—2006. Nataša Prvulović Bunović specijalizira radiologiju na katedri za radiologiju Medicinskog fakulteta u Novom Sadu.
Magistarsku tezu pod naslovom „Magnetno-rezonantna spektroskopija u diferentovanju malignih od benignih tumora dojke”. odbranila je u januaru 2009. godine na Medicinskom fakultetu u Novom Sadu. Na istom fakultetu 2015. godine, dr Nataša Prvulović Bunović, odbranila je doktorsku disertaciju pod naslovom: „Digitalna mamografija i tomosinteza u detekciji i radiološkoj BI RADS kategorizaciji tumorskih lezija dojke”.
Od oktobra 2016. godine, doc. dr Nataša Prvulović Bunović pohađa subspecijalizaciju iz onkologije. Godine 2017. izabrana je u zvanje docenta na Medicinskom fakultetu u Novom Sadu, na katedri za radiologiju.
Subspecijalistički rad, iz uže specijalizacije - Onkologija, pod naslovom „Detekcija karcinoma kod denznih dojki, komparacija nalaza 2D i mamografije sa dopunskim nalazom 3D mamografije i ultrasonografijom”, odrbranila je u maju 2020. godine na Medicinskom fakultetu u Novom Sadui time postala subspecijalista iz onkologije.

### Kursevi i studijsko usavršavanje
Tokom specijalizacije iz oblasti radiologije pohađala je brojne kurseve u Srbiji i inostranstvu (Holandija, Austrija, Nemačka, Švajcarska, Mađarska, Češka, Belgija, SAD...) iz oblasti magnetno-rezonantne dijagnostike, dijagnostike i interventnih procedura bolesti dojke, ultrazvučne dijagnostike i kompjuterizovane tomografije.
Studijski boravak i usavršavanje u trajanju od šest meseci tokom 2009/2010. godine izvela je na odelenju radiologije jednog od najprestižnijih svetskih centara za lečenje bolesti dojke, Sloan-Ketering onkološkog centra u Njujorku, SAD (Istraživačka fondacija za rak dojke je sponzirala stipendiju pri departmanu za radiologiju na Memorijalnom Sloan-Ketering centru), gde je stekla posebno obrazovanje u dijagnostici bolesti dojke i interventim procedurama.
Jednomesečni studijski boravak i usavršavanje na radiološkom odelenju obavila je u Njujorškoj presbiterijanskoj bolnici, Veil Kornel medicinski centar, tokom 2011. gde je usavršavala svoja znanja iz CT i MR imidžinga toraksa, abdomena i karlice (engl. cross sectional body imaging).

## Stručna predavanja
Više godina je predavač u okviru edukativnog seminara „Dijagnostika bolesti dojke i interventne procedure” koji se u organizaciji Medicinskog fakulteta u Novom Sadu, odigrava svake godine počev od 2009, sve do sada, u Centru za imidžing dijagnostiku, Intituta za onkologiju Vojvodine.
Nataša Prvulović Bunović je predavač u okviru „Škole magnetne resonance” u organizaciji Centra za imidžing dijagnostiku, Instituta za onkologiju Vojvodine u Sremskoj Kamenici, 2006, 2008, 2011, 2012, 2013, 2014, kao i 2012. godine, u školi istog naziva prilagođeno Rendgen tehničarima.
Predavač je po pozivu na više skupova u Srbiji i regionu. Neka od mnogobrojnih predavanja docenta Nataše Prvulović Bunović su:
- oktobar 2017, predavač na radiološkom kongresu Bosne i Hercegovine održanim u Sarajevu,
- mart 2017, na Prvom Srpskom senološkom kongresu[9],
- novembar 2016, predavač kursu iz „Moderni pristup ultrazvučne dijagnostike u detekciji lezija u dojkama”, u organizaciji Asocijacije za Medicinski imidžing Srbije,
- maj 2016, predavač po pozivu Medicinski kongres srpske dijaspore,
- septembar 2016, predavač na XIV Baklanskom radiološkom kongresu, mart 2015. godine predavač na Evropskom kongresu radiologa[10],
- 2014, predavač na XII Balkanskom radiološkom kongresu.[11]

## Stručni radovi
Autor je i koautor više domaćih i međunarodnih radova i poglavlja u udžbenicima i monografijama, među kojima su sledeće:
- Druge radiološke metode pretrage dojki: CT i MR dijagnostika dojke[12]
- [13]
- MR dijagnostka hepatičnih metastaza. Regionalni tretman rekurentnog metastatskog raka debelog creva i rektuma. In. Rak debelog creva u Vojvodini.[14]
- Perineural tumor spread – Interconnection between spinal and cranial nerves[15]